# Gimnasia y Esgrima Mendoza
Club Atlético Gimnasia y Esgrima – argentyński klub piłkarski z siedzibą w mieście Mendoza.

## Osiągnięcia
- Udział w mistrzostwach Argentyny Nacional (9): 1970, 1971, 1972, 1975, 1978, 1981, 1982, 1983, 1984

## Historia
Klub założony został 30 sierpnia 1908 roku i gra obecnie w drugiej lidze argentyńskiej Primera B Nacional.

### Czołowi piłkarze w historii klubu
- Vicente González (uczestnik Copa América 1921)
- Roberto Irañeta (uczestnik finałów mistrzostw świata w 1934)